# ГЕС Jaguara
ГЕС Jaguara — гідроелектростанція на сході Бразилії на межі штатів Мінас-Жерайс і Сан-Паулу. Знаходячись між ГЕС Luís Carlos Barreto de Carvalho (вище по течії) та ГЕС Ігарапава, входить до складу каскаду на лівому витоку Парани на річці Ріо-Гранде.

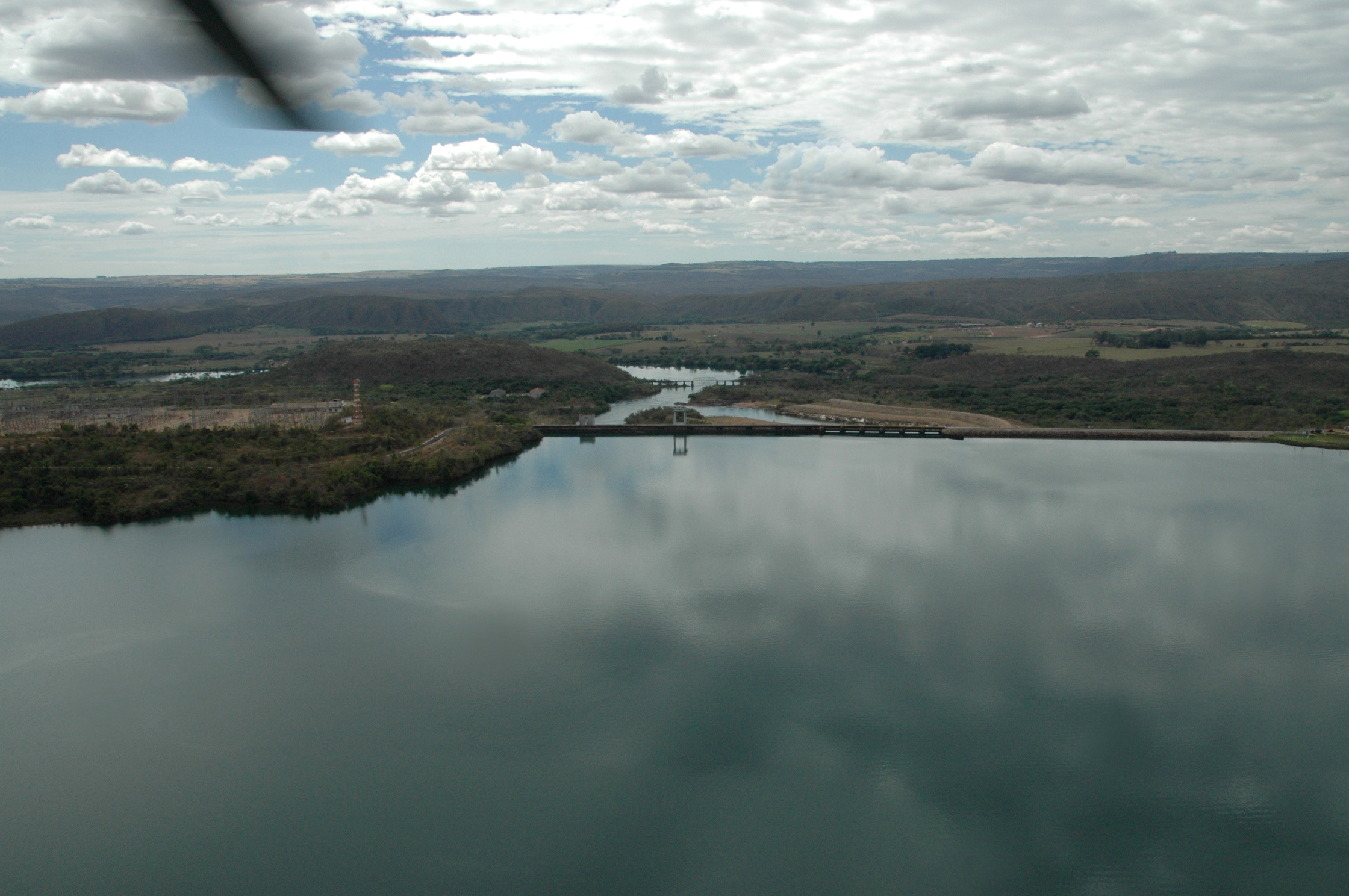
Вид на греблю з-понад водосховища

Для роботи ГЕС спорудили кам'яно-накидну греблю висотою 40 метрів та довжиною 325 метрів, яка потребувала 0,8 млн м3 матеріалу. Враховуючи наявність у складі каскаду кількох потужних водосховищ, для комплексу Jaguara обрано доволі помірне нормальне коливання рівня поверхні між позначками 555,5 та 558,5 метра НРМ, а резерв на випадок повені не передбачений (максимальний рівень становить ті самі 558,5 метра НРМ). В результаті гребля утримує водойму з об'ємом 470 млн м3 та корисним об'ємом лише 90 млн м3.
Пригреблевий машинний зал обладнали чотирма турбінами типу Френсіс потужністю по 106 МВт, які при напорі у 45 метрів повинні забезпечувати виробництво 2,4 млрд кВт·год електроенергії на рік.
Видача продукції відбувається по ЛЕП, що працює під напругою 345 кВ.